# 閃 (聖經)

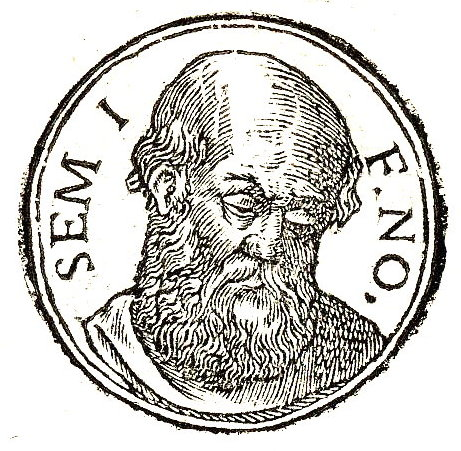

閃（Shem），或者翻译为閃姆，《聖經·創世紀》中人物，挪亞的長子，弟為含和雅弗；閃是希伯來所有子孫的祖宗，相傳為閃米特人的祖先。他曾與父母、兩個弟弟、妻子和弟妻們共八人進方舟，避過洪水滅世。後來，上帝賜福給挪亞和三子，並以彩虹立約。據舊約聖經創世記 10:22記載，閃有五個兒子，以攔、亞述、亞法撒、路德和亞蘭， 其中亞法撒是閃在洪水以後兩年、一百歲時生的。閃之後續活了五百年，並生了其他兒女。 而閃也是亞伯拉罕的祖先。
中古猶太人世界觀中，世界由亞、非、歐三洲組成，挪亞三個兒子即為黃、黑、白種人的祖先。古蘭經中沒有名字，以「挪亞的兒子」稱呼出現。

## 資料來源
1. ↑  創世紀九章
2. ↑  創世紀十章22節
3. ↑  創世紀十一章10-11節
4. ↑  創世紀十一章26節
5. ↑  .   [2013-06-24]. （原始内容存档于2010-08-24）.